# Малый Малгобек
Ма́лый Малгобе́к (осет. Чысыл Мæлгъæвæг, кум. Малгъабек-отар) — село в Моздокском районе Республики Северная Осетия — Алания. Входит в состав муниципального образования «Предгорненское сельское поселение».

## География
Селение Малый Малгобек расположено в южной части Моздокского района, на самом юге выступа, где территория Северной Осетии вдаётся в территорию соседней республики Ингушетия. Село находится в 40 км к югу от районного центра Моздок, в 8 км к северо-востоку от ингушского города Малгобек и в 67 км к северу от столицы Северной Осетии города Владикавказ (расстояния по дорогам).
Населённый пункт расположен на гребне Терского хребта, на границе Северной Осетии и Ингушетии. Фактически, граница между двумя республиками совпадает здесь с проходящей по южной окраине села автомобильной дорогой, соединяющей расположенные восточнее нефтедобывающий участок Победа и станицу Вознесенскую (на территории Ингушетии) с городом Малгобек (также Ингушетия). Проходя по хребту на запад от станицы Вознесенской, до Старого Малгобека, эта дорога соединяет между собой целый ряд нефтедобывающих посёлков и участков Малгобек-Горского нефтяного месторождения. В станице Вознесенской она примыкает к автомобильной дороге регионального значения Р-296 Моздок — Чермен — Владикавказ, в Старом Малгобеке примыкает к автодороге Малгобек — Раздольное.
Таким образом, в транспортном отношении село в большей степени связано с территорией Ингушетии, нежели чем с территорией Северной Осетии. Село Предгорное, центр Предгорненского сельского поселения, в состав которого входит Малый Малгобек, находится в балке на северных склонах Терского хребта к северо-востоку от Малого Малгобека, наиболее короткий путь до Предгорного пролегает как раз через территорию Ингушетии, в том числе посредством вышеописанной автодороги Старый Малгобек — Вознесенская. На север от Малого Малгобека уходит мало используемый просёлок, соединяющийся на равнине с дорогой между Предгорным и селом Кизляр.
К югу и востоку от населённого пункта находится нефтедобывающий участок имени Чапаева, к юго-западу — участок имени Кутузова, дальше к западу — участок имени Шерипова. Ранее вдоль автодороги была проложена также узкоколейная железная дорога, соединявшая Старый Малгобек с участком Победа (рядом со станицей Вознесенской) и имевшая ответвление в сторону города Малгобека. Остановочные пункты были в пределах участков имени Шерипова, Кутузова, Чапаева (железнодорожные разъезды Бековичи I-ые и Бековичи II-ые) и на юго-западной окраине Малого Малгобека, но уже на территории Ингушетии (железнодорожный разъезд Новая). Сейчас все вышеупомянутые участки и остановочные пункты входят в состав городского округа город Малгобек. Нефтяные месторождения имелись и на территории Северной Осетии, в окрестностях Малого Малгобека (к северу и северо-востоку от села).
Рельеф местности преимущественно холмистый, сильно пересечённый. К югу от Терского хребта находится Алханчуртская долина, к северу — плодородная пойма Терека. Средние высоты на территории села составляют около 500 метров над уровнем моря. Абсолютные высоты достигают 596,2 метров над уровнем моря на западной окраине Малого Малгобека.
Район села является умеренно лесистым. Более плотный лесной массив находится на гребне хребта западнее населённого пункта (преобладают дуб и клён). Почва местности — предкавказские карбонатные малогумусные маломощные чернозёмы.
Значимых гидрографических объектов в окрестностях села нет. За исключением родниковых речек, ближайшие крупные объекты — это артерия Надтеречного канала, тянущегося далеко на севере, вдоль северной границы сельского поселения, и Западная ветвь Алханчуртского канала южнее хребта, на территории Ингушетии.
Климат влажный умеренный с тёплым летом. Среднегодовая температура воздуха составляет +9,3°С. Температура воздуха в среднем колеблется от +21,9°С в июле до −3,7°С в январе. Среднегодовое количество осадков составляет около 636 мм. Основное количество осадков выпадает в период с мая по июль.

## История
В начале XX века, по некоторым данным, терскими кумыками был основан населённый пункт, получивший название Малгобек-балка (кум. Малгъабек-отар). Впоследствии имела место миграция кумыков из данного селения и основанного рядом села Борасув-отар в более крупное кумыкское село в окрестностях Моздока — Кизляр.
К моменту начала Великой Отечественной войны селение уже именовалось Малгобек II (Малгобек Второй), в его районе находились нефтепромыслы Малгобек-Горского нефтяного месторождения. Сам населённый пункт вместе с соседней Чеченской Балкой относился на тот момент к Курпскому району Кабардино-Балкарской АССР, тогда как южнее, восточнее и западнее них, на гребне Терского хребта, в пределах Чечено-Ингушской АССР, уже существовали хутора, добывающие посёлки, станции, впоследствии составившие «старую часть» города Малгобек.
Пик развития села пришёлся, по некоторым сведениям, на 1960—1970 годы. С конца 1980-х годов началась постепенная выработка имеющихся месторождений, что привело к активизации оползневых процессов. Большие масштабы они приняли в соседней Ингушетии, где были закрыты нефтепромыслы, узкоколейка и начался процесс переселения жителей нефтедобывающих посёлков и участков, оказавшихся в оползневой зоне, на новые территории. В 1993—1997 годах масштабные оползни прошли и в селе Малый Малгобек.
По состоянию на 1983 год население Малого Малгобека составляло приблизительно 240 человек. На сегодняшний день значительная часть сельчан покинула село, есть данные, что в нём постоянно проживает не более 7 семей. В 2013 году вновь активизировались дискуссии о возможном переселении оставшихся жителей и выплате компенсаций за уже утраченное или ещё имеющееся в наличии жильё.

## Население
| 2002 | 2010 | 2021 |
| ---- | ---- | ---- |
| 138  | ↘125 | ↗145 |

Национальный состав
По данным Всероссийской переписи населения 2002 года, 63 % населения составляли чеченцы. Также в селе по-прежнему проживало некоторое количество терских кумыков.
По данным Всероссийской переписи населения 2010 года:
| Народ   | Численность, чел. | Доля от всего населения, % |
| ------- | ----------------- | -------------------------- |
| чеченцы | 86                | 68,8 %                     |
| ингуши  | 24                | 19,2 %                     |
| кумыки  | 5                 | 4,0 %                      |
| всего   | 125               | 100 %                      |

## Инфраструктура
Есть сведения, что ранее в селе имелись школа, медпункт, почта, магазин районного потребительского общества. В здании школы в 1990-х годах разместились некоторые семьи жителей Малого Малгобека, пострадавшие от оползней, в качестве учебного заведения школа прекратила своё существование.

## Улицы
| Гагарина       |
| Олега Кошевого |

| Пролетарская |
| Тельмана     |

| Школьная |